# Werner von Doetinchem de Rande

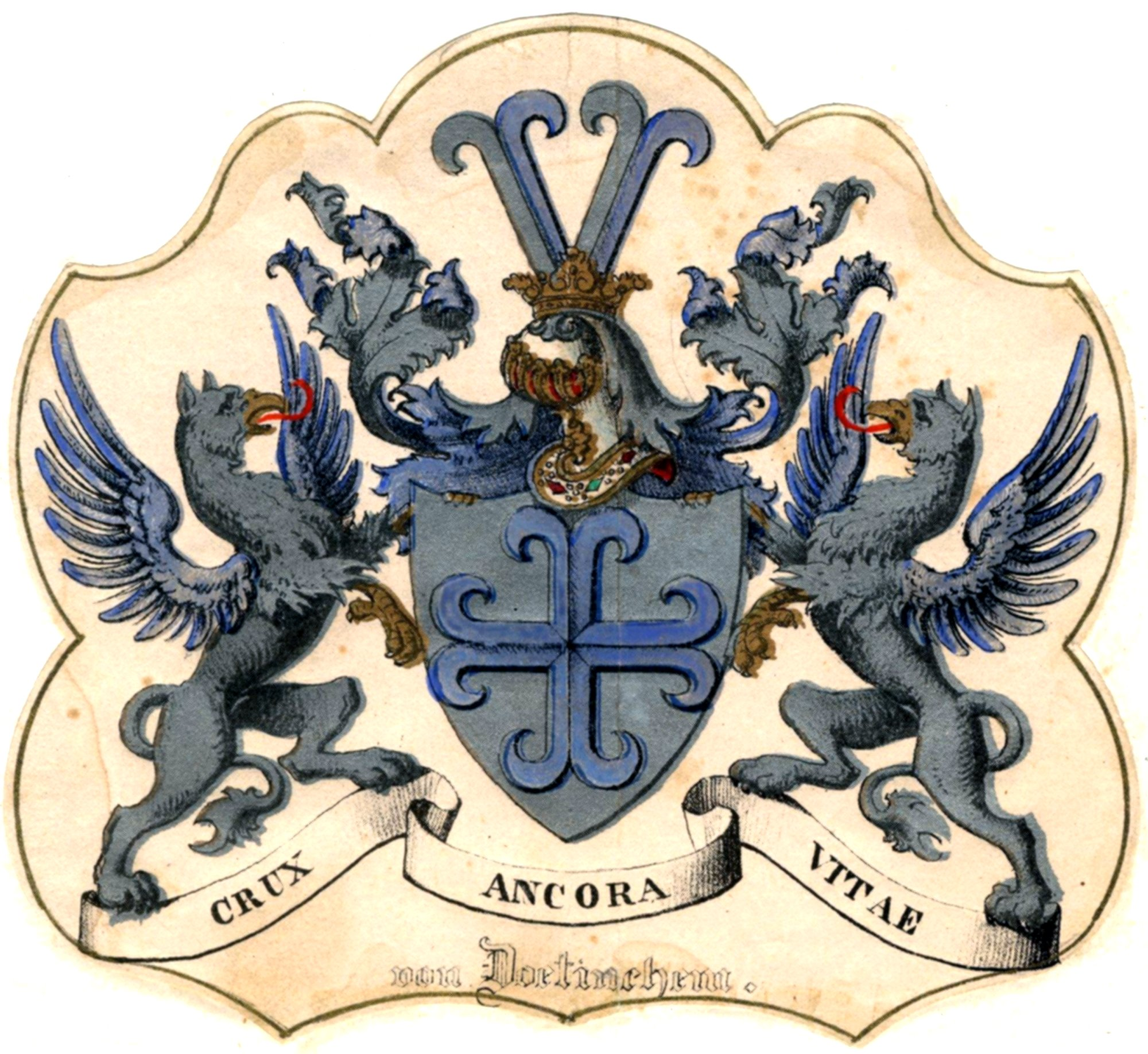
Wappen der Familie von Doetinchem

Carl Clemens Ludwig Werner von Doetinchem de Rande (* 27. August 1860 in Stolberg (Harz); † 9. Dezember 1918 in Halle (Saale)) war ein königlich-preußischer Landrat.

## Leben
Er entstammte einer ursprünglich in der Stadt Doetinchem in Gelderland ansässigen Familie von Doetinchem de Rande und war der Sohn des königlich-preußischen Landrats Ludwig von Doetinchem de Rande (1826–1899) und der Minna Lüttich (1830–1919). Doetinchem studierte Rechtswissenschaften und wurde zum Dr. jur. promoviert.
Im Jahr 1895 wurde er Amtsnachfolger seines Vaters in Sangerhausen. Als Landrat des preußischen Landkreises Sangerhausen im Regierungsbezirk Merseburg (Provinz Sachsen) wirkte er bis zu seinem frühen Tod im Jahr 1918.
Sein Bruder Ludwig von Doetinchem de Rande (1864–1941) war ab 1900 königlich-preußischer Landrat im Landkreis Ilfeld in der Provinz Hannover.